# ダニエレ・ロンバルディ
ダニエレ・ロンバルディ（Daniele Lombardi、1946年8月12日 - 2018年3月11日）は、イタリアの現代音楽の作曲家、ピアニスト。

## 略歴
フィレンツェに生まれた。師事歴は不明。ピアニストとして頭角を現し、主にイタリア未来派のピアノ作品の復興に力を注いだ異色の経歴を持っている。画家、彫刻家としても活躍し、自作の個展は何らかの形で視覚的な演出が施されていることがほとんどである。
彼の名声を決定付けたのは、数十台のピアノを用いた「交響曲第2番」、「911への哀歌」、「交響曲第3番」などの作品であり、複数台のピアノから生まれる微妙な音形モワレが曲尾までつづく独自のピアノ音楽を創作した点である。世界中で紹介されており、演奏会場は屋外であることもあった。
亡くなるまで演奏活動、創作活動ともに健在であり、Wiiのリモコンとプロジェクターを用いた新作の発表を行っていた。ミラノ音楽院の教師も務めていた。
2018年3月11日、フィレンツェの自宅音楽スタジオで倒れているのが発見され、死去。71歳没。

## 主要作品
- divina.com
- ピアノのためのエチュード集
- 神話〜ピアノとヴィデオのための